# مارینا پروسکورینا
مارینا پروسکورینا (انگلیسی: Maryna Proskurina؛ زادهٔ ۱۲ اوت ۱۹۸۵) ژیمناست هنری اهل اوکراین است.